# Obwodowa administracja państwowa
Obwodowa administracja państwowa (ukr. Обласна державна адміністрація, облдержадміністрація, ОДА) – lokalna administracja państwowa, organ wykonawczej władzy państwowej, działający w obwodach i równoważnych jednostkach terytorialno-administracyjnych Ukrainy. Oprócz zadań własnych, wykonuje zadania delegowane przez organa samorządu – radę obwodową.
Przewodniczący obwodowej administracji państwowej ma prawo głosu doradczego na obradach rady obwodowej. Obwodowa administracja państwowa nadzoruje pracę rejonowych administracji państwowych.
Stanowisko przewodniczącego obwodowej administracji państwowej (nazywanego też gubernatorem) zostało wprowadzone dekretem prezydenta Ukrainy w lipcu 1995. Wcześniej, od ogłoszenia niepodległości Ukrainy, podobne funkcje sprawowali delegaci prezydenta przy radach obwodowych.